# Grep
grep – program (komenda wiersza poleceń), który służy do wyszukiwania w tekście i wyodrębniania linii zawierających ciąg znaków pasujący do podanego wyrażenia regularnego.
Pierwotnie grep był jednym z podstawowych programów wchodzących w skład systemu Unix, lecz współcześnie jest obecny praktycznie w każdym systemie uniksopodobnym. Został napisany przez Kena Thompsona, który wyodrębnił go jako samodzielny program z kodu źródłowego edytora o nazwie ed (również przez niego stworzonego). grep po raz pierwszy pojawił się w Unix Wersja 4 w roku 1973.
Wersja o nazwie GNU grep została stworzona przez Free Software Foundation i charakteryzuje się m.in. zastosowaniem rozszerzonych wyrażeń regularnych oraz zgodnością z POSIX.

## Nazwa
Nazwa „grep” jest akronimem od ang. global regular expression print.
Geneza nazwy grep może pochodzić z czasów stosowania edytora ex. Komendą do wyszukiwania w całym edytowanym tekście ciągu znaków pasującego do wyrażenia regularnego jest
```
:g/wyrażenie regularne/p
```

ponieważ po angielsku wyrażenie regularne to (w skrócie) re (od regular expression) to otrzymujemy g/re/p.

## Użycie[6]
$ grep opcje wzorzec plik/pliki
- opcje – opcje programu grep kontrolujące wejście, wyjście oraz sposób poszukiwania wzorca
- wzorzec – łańcuch znaków do wyszukiwania, może zawierać wyrażenie regularne
- plik/pliki – plik lub lista plików wejściowych z tekstem do przeszukania

## Opcje
- -c – wyświetla liczbę znalezionych linii zamiast linii ze znalezionym fragmentem;
- -L – nie wyświetla znalezionego fragmentu, tylko pokazuje nazwy plików, w których nie było tego ciągu znaków;
- -l – odwrotnie do poprzedniego polecenia, wyświetla pliki w których znalazło dany ciąg znaków;
- -n – wyświetlany jest numer linii w pliku, w których znaleziono dany ciąg znaków;
- -w – wyszukuje tylko całe słowa;
- -x – wyszukuje tylko całe linie;
- -v – negacja zapytania
- -f plik – dane do wyszukania są brane po jednym wierszu z pliku;
- -h – przy podaniu kilku plików do przeszukania, po znalezieniu danego ciągu znaków przy danej linii nie będzie podany plik, w którym znajdował się dany ciąg;
- -i – ignoruje wielkość liter, np. przy szukaniu słowa ‘ala’ zwrócone zostaną ‘ALA’, ‘Ala’, ‘AlA’ itd.;
- -r – gdy plik podany do przeszukania jest katalogiem, przeszukane zostaną wszystkie pliki w tym katalogu

## Przykłady
$ grep 'Ala' plik
Znajduje linie zawierające wyraz ‘Ala’ w pliku ‘plik’.
$ grep 'A[lg]a' plik
Znajduje linie zawierające wyraz ‘Ala’ lub ‘Aga’.
$ grep 'A.a' plik
Znajduje linie zawierające wyrazy takie jak ‘Ala’, ‘Asa’, ‘Aaa’ itp.
$ grep '^Ala' plik
Znajduje linie zawierające wyraz ‘Ala’ na początku.
$ grep 'Go+gle' plik
Znajduje linie zawierające wyraz ‘Gogle’, ‘Google’, ‘Gooooooogle’ itp.
$ grep '[0-9]+'
Znajduje linie zawierające dowolną liczbę.
$ kill 'pgrep firefox'
Wyłącza przeładowany firefox
$ grep -i -R -n -H 'the' *
Szuka słowa ‘the’ w dowolnym dokumencie bez względu na wielkość liter wraz z podaniem nazwy pliku i linii gdzie znajduje się szukane słowo.
$ grep -i -R -n -H 'the' * >print.txt
Szuka słowa ‘the’ i przekierowuje wyjście do pliku tekstowego ‘print.txt’.

## Warianty
W niektórych systemach uniksowych istnieją także pochodne modyfikacje komendy grep o nazwach: egrep, fgrep, agrep czy rgrep. W poleceniu egrep (od ang. extended grep) można używać rozszerzonej, w stosunku do „klasycznego” grepa, składni wyrażeń regularnych, a w poleceniu fgrep (od ang. fast grep lub fixed grep) znaki specjalne używane w wyrażeniach regularnych używane są literalnie, np. znaki $ i ^, nie mają specjalnego, symbolicznego znaczenia, lecz odpowiadają same sobie. Kod źródłowy polecenia fgrep wykorzystuje algorytm Aho-Corasick.
Współczesne implementacje programu grep np. GNU grep, funkcje osobnych wariantów, mają dostępne w postaci opcji podawanych przy wywołaniu programu (np. -E dla egrep i -F dla fgrep, co jest zapisane w normie POSIX).

## Implementacje
Pierwszym programem do składu i łamania publikacji (DTP), w którym zastosowano zaawansowane wyszukiwanie tekstu oparte na grepie, jest Adobe InDesign w wersji CS3 z 2007 r. Znajduje się ono w oknie Znajdź/Zamień, w którym obok zakładki Text umieszczono zakładkę Grep. Silnik grepa w tym programie jest oparty na bibliotekach BOOST używanych w implementacjach języka Perl.